# Microlophus thoracicus
Espèce
Synonymes
- Steirolepis thoracica Tschudi, 1845
- Tropidurus thomasi Boulenger, 1900
- Tropidurus thoracicus (Tschudi, 1845)

Microlophus thoracicus est une espèce de sauriens de la famille des Tropiduridae.

## Répartition
Cette espèce est endémique du Pérou.

## Liste des sous-espèces
Selon The Reptile Database (28 janvier 2014) :
- Microlophus thoracicus icae Dixon & Wright, 1975
- Microlophus thoracicus talarae Dixon & Wright, 1975
- Microlophus thoracicus thoracicus (Tschudi, 1845)

## Publications originales
- Dixon & Wright, 1975 : A review of the lizards of the iguanid genus Tropidurus in Peru. Contributions in Science, Natural History Museum of Los Angeles County, no 271, p. 1-39 (texte intégral).
- Tschudi, 1845 : Reptilium conspectus quae in Republica Peruana reperiuntur et pleraque observata vel collecta sunt in itinere. Archiv für Naturgeschichte, vol. 11, no 1, p. 150-170 (texte intégral).